# Tell Madhur
Koordinaten: 34° 22′ 48″ N, 44° 59′ 24″ O
Tell Madhur (auch Madhhur) ist ein archäologischer Siedlungshügel (Tell) im irakischen Gouvernement Diyala. Die Stätte wurde ausgegraben, weil eine Überflutung durch den Stausee der Hamrin-Talsperre drohte. Tell Madhur ist vor allem für sein besonders gut erhaltenes Obed-Haus bekannt. Daneben gibt es noch bedeutendes rundes Gebäude aus der Frühdynastischen Zeit.

## Der Standort und seine Umgebung
Der Tell misst 100 mal 80 m und erhebt sich 2,5 m über die umgebende Ebene. Die archäologischen Ablagerungen erstreckten sich etwa 4 m unter die heutige Oberfläche der Ebene, was darauf hindeutet, dass seit der ersten Besiedlung Madhurs eine beträchtliche Bodenakkumulation stattgefunden haben muss.

## Erforschung
Tell Madhur wurde zwischen 1977 und 1980 im Laufe von vier Kampagnen von einer britischen archäologischen Expedition als Teil einer großen, internationalen Bergungsaktion ausgegraben, um archäologische Stätten zu dokumentieren, die nach Fertigstellung der Hamrin-Talsperre überflutet werden würden. Tell Madhur ist Teil einer großen Gruppe ausgegrabener Stätten aus der Obed-Zeit (5500 bis 3500 v. Chr.), darunter Tell Abada, Tell Raschid und Tell Saadiya. Während ihrer Arbeit an Tell Madhur führten die Briten parallel Grabungen in Tell Rubeidheh und Tell Haizalun durch. Die Ausgrabungen in Tell Madhur wurden von Nicholas Postgate, Theodore Cuyler Young und Michael Roaf geleitet.

## Siedlungsgeschichte
In der ältesten Phase von Tell Madhur wurden keine architektonischen Überreste gefunden. Die Töpferei im Obed-Stil scheint jener von Level 2, der nächsten Besiedlungsphase, sehr ähnlich gewesen zu sein.
Level 2 repräsentiert die bedeutendste Besiedlungsphase in Tell Madhur. Der wichtigste Fund hier war ein fast vollständig erhaltenes Haus, das von Michael Roaf als „eines der am besten erhaltenen prähistorischen Gebäude, die jemals in Mesopotamien gefunden wurden“ beschrieben wurde. Die Mauern blieben bis zu einer Höhe von 2 m erhalten, waren aus rechteckigen Lehmziegeln gebaut und von verputzten Deckwerken getragen. Die oberen Teile der Mauern waren eingestürzt, aber durch Zählen der Anzahl der umgestürzten Lehmziegelreihen konnte errechnet werden, dass sie ursprünglich etwa 3,5 m hoch waren. Im Inneren des Gebäudes wurden Putzstücke mit roter Farbe gefunden, die darauf hindeuten, dass zumindest einige der Wände bemalt waren. Das freistehende Gebäude war mit etwa 14 mal 14 m relativ klein und dreigliedrig angelegt: Eine zentrale, kreuzförmige Halle wurde von kleineren Räumen flankiert, von denen einige durch Türen verschlossen werden konnten, was durch das Vorhandensein von Türsteckdosen (door sockets) angezeigt wurde. Das Gebäude wurde durch Feuer zerstört und alles darin blieb in situ erhalten, was bedeutet, dass sich alle Artefakte noch an den Orten befanden, an denen sie von den ursprünglichen Einwohnern von Tell Madhur zurückgelassen wurden. Das Inventar umfasste Töpfergefäße (sowohl bemalte, eingeschnittene als auch nicht verzierte), Schleifsteine, Feuerstein- und Obsidianklingen, Spinnwirtel, Tierfiguren und viele Schleuderkugeln. In einem der kleineren Räume wurde eine große Menge karbonisiertes Getreide, wahrscheinlich geschälte 6-reihige Gerste (Hordeum vulgare f. hexastichon), gefunden. Dies lieferte ein Radiokohlenstoffdatum von 4470 ± 80 cal BC. Der Bauplan zeigte klare Parallelen zu nahe gelegenen Orten wie Tell Abada und Tell Raschid und weiter nördlich gelegenen Orten wie Tappa Gaura, Telul eth-Thalathat und sogar Değirmentepe in der Türkei. Die Keramik hatte ebenfalls deutliche Parallelen zu nördlichen Stätten wie Nuzi und Tappa Gaura. Aufgrund der exquisiten Erhaltung der Artefakte konnten bestimmte Aktivitätsbereiche innerhalb des Hauses lokalisiert werden: Einige der kleineren Räume wurden zum Lagern und Kochen verwendet, während ein Ende der zentralen Halle zum Essen und wahrscheinlich zum Empfangen von Gästen verwendet wurde.
Die Siedlung wurde nach Level 2 weiterhin bewohnt. Diese nächsten Phasen stammten ebenfalls aus der Obed-Zeit und bestanden aus Häusern, die ständig umgebaut wurden. Die genaue Stratigraphie dieser späteren Obed-Phasen war aufgrund späterer Aktivitäten, die diese Obed-Überreste schwer beschädigten und erodierten, schwer zu rekonstruieren.
Die Ausgräber fanden keine Beweise für eine Besiedlung während der Uruk-Zeit (4000–3100/3000 v. Chr.), aber die Stätte wurde während der Frühdynastischen Zeit (FD) wieder besiedelt. Aus der FD-I-Periode (2900–2750 v. Chr.) ist ein großes Gebäude mit einer dicken gekrümmten Wand erhalten. Das Gebäude war nicht vollständig erhalten, aber wenn es ein Rundbau gewesen wäre, wäre sein Durchmesser 30 m groß. Dieses geschwungene Gebäude und die darin gefundene Keramik weisen klare Parallelen zu frühdynastischen runden Gebäuden auf, die in Tell Gubba und Tell Razuk, ebenfalls in der Region Hamrin, ausgegraben wurden. Die Töpferei und Architektur scheinen das Gebiet von Hamrin während der FD vom Rest Mesopotamiens unterschieden zu haben, was darauf hindeutet, dass es eine Art „kulturelle Enklave“ darstellen könnte. Mehrere Gräber aus den FD-Perioden I-III und eines aus der akkadischen Zeit wurden ebenfalls gefunden. Das akkadische Grab gehörte einem jungen Mann im Alter von 17 bis 20 Jahren und enthielt Töpferwaren, bronzene Werkzeuge und Waffen sowie Schmuck aus Karneol und Lapislazuli als Grabbeigaben sowie zwei Equidenskelette.
Der jüngsten Besiedlungsreste bestehen aus einigen Lagergruben, die aus dem 13. und 14. Jahrhundert n. Chr. stammten. Das Gelände wurde in jüngster Zeit von örtlichen Dorfbewohnern als Friedhof genutzt.